# 馬克蘇托夫望遠鏡

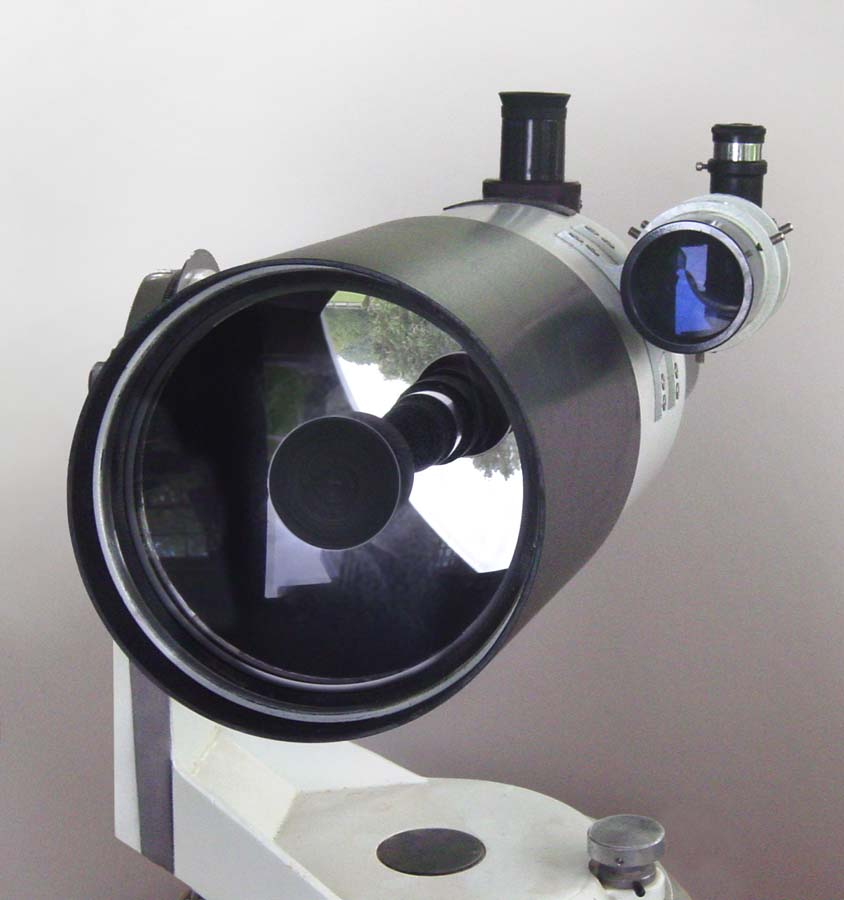
馬克蘇托夫-卡塞格林式望远镜。

馬克蘇托夫望遠鏡（Maksutov telescope）是折反射望远镜（面鏡-透鏡），設計目的為減少離軸的像差，例如彗形像差。

## 發明和設計

馬克蘇托夫望遠鏡光路圖。

在1944年，蘇聯光學家德密特利·馬克蘇托夫發明此型望遠鏡，在設計上以球面鏡作主鏡並結合在入射光孔的彎月形的修正殼以改正球面像差，這是在反射望遠鏡和其他類型上的重大問題。馬克蘇托夫式的最大缺點是不能製作大口徑的（>250毫米/10英吋），因為受到修正板的抑制，重量和製作成本都會上揚。
（註：入射鏡 水平原直徑進入+放大 光直徑+返回 光內容+水平 離開 成為 3次 飛行距離。）

## 應用
在他發明之際，馬克蘇托夫自己暗示有可能取代卡塞格林式（Cassegrain reflector）的“折疊”光學的構造。珀金埃爾默（Perkin-Elmer）的設計師約翰·葛利格里（John Gregory）由馬克蘇托夫的想法發展出了馬克蘇托夫-卡塞格林望遠鏡。稍後，葛利格里在1957年的《天空和望遠鏡》雜誌（Sky and Telescope）上發表了劃時代的f/15和f/23的馬克蘇托夫-卡塞格林望遠鏡設計，為珀金埃爾默明確的預告了這項設計在商業上的用途。
今天，許多被製造的馬克蘇托夫式都採用了卡塞格林式的設計（有時稱為「斑點馬克蘇托夫」），原本的次鏡被在修正板內側的一小片鋁製的斑點所取代。好處是已經固定住無須再對正與校準，也消除了蜘蛛型支撐架所產生的繞射條紋。缺點則是損失了一定量的自由度（次鏡的曲率半徑），因為次鏡的曲率半徑必須與彎月形修正板的內側一致。葛利格里自己，第二次再設計的速度較快的（f/15）時，就改採修正板的前面或主鏡為非球面鏡來減少像差。

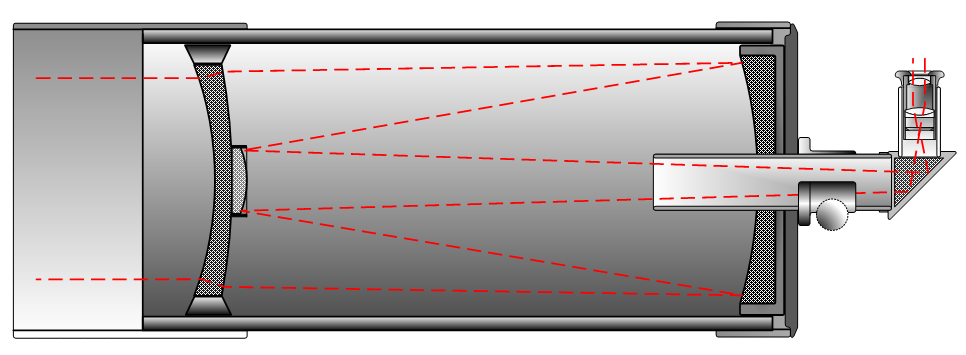
馬克蘇托夫-卡塞格林式望远镜的光路圖。

### 天文學的使用
馬克蘇托夫-卡塞格林式設計的焦比提供了高倍率但狹窄的視野，這使它不適合做廣視野的天文攝影，但在月球和行星的影像上確實有優異的表現，對於結構結實的雙星和球狀星團的影像也表現的很精緻。馬克蘇托夫-卡塞格林望遠鏡從1950年代就開始銷售給業餘天文學家，早期的產品都是用來建立品牌的模組，所以都很昂貴。1970年代中期，一些主要的生產商開始大量生產並廣為推荐，先是俄國，然後是中國都以低廉的價格生產，使售價大幅下跌。今天，這種設計已經是業餘天文學家普遍性的選擇，如果不是大量的生產，這是難以想像的事。在1960年代，一架小小的馬克蘇托夫-卡塞格林望遠鏡，像是魁星公司（Questar）的魁星3.5就相當昂貴，可以當作財富的象徵，不像現在的唾手可得。

### 工業/航太的使用
馬克蘇托夫的設計在軍事、工業和航太界被廣泛的應用，因為所有的光學元件不僅可以永久性的固定並對準，而且還可以用極端堅固的包裝安置在密封的環境中。這使得它可以在嚴苛的環境和極高G力的場合下作為理想的追蹤、遠距觀察，和雷達定標（瞄準）/砲膛校正的儀器設備。

## 外部連結
- Evolution of the Maksutov design （页面存档备份，存于）
- A Photovisual Maksutov Cassegrain Telescope （页面存档备份，存于）
- Kinds of Telescopes （页面存档备份，存于）